# العلاقات السعودية الطاجيكستانية
العلاقات السعودية الطاجيكستانية هي العلاقات الثنائية التي تجمع بين السعودية وطاجيكستان.

## مقارنة بين البلدين
هذه مقارنة عامة ومرجعية للدولتين:
| وجه المقارنة                                              | السعودية        | طاجيكستان                          |
| --------------------------------------------------------- | --------------- | ---------------------------------- |
| المساحة (كم2)                                             | 2.25 مليون      | 143.10 ألف                         |
| عدد السكان (نسمة)                                         | 33.00 مليون     | 8.92 مليون                         |
| الكثافة السكانية (ن./كم²)                                 | 14.67           | 62.33                              |
| العاصمة                                                   | الرياض، الدرعية | دوشنبه                             |
| اللغة الرسمية                                             | اللغة العربية   | اللغة الطاجيكية                    |
| العملة                                                    | ريال سعودي      | ساماني طاجيكي، الروبل الطاجيكستاني |
| الناتج المحلي الإجمالي (بليون دولار)                      | 683.83 مليار    | 7.15 مليار                         |
| الناتج المحلي الإجمالي (تعادل القوة الشرائية) بليون دولار | 1.69 تريليون    | 24.03 مليار                        |
| الناتج المحلي الإجمالي الاسمي للفرد دولار أمريكي          | 20.48 ألف       | 925                                |
| الناتج المحلي الإجمالي للفرد دولار أمريكي                 | 52.01 ألف       | 2.69 ألف                           |
| مؤشر التنمية البشرية                                      | 0.837           | 0.624                              |
| رمز المكالمات الدولي                                      | +966            | +992                               |
| رمز الإنترنت                                              | .sa             | .tj                                |
| المنطقة الزمنية                                           | ت ع م+03:00     | ت ع م+05:00                        |

## منظمات دولية مشتركة
يشترك البلدان في عضوية مجموعة من المنظمات الدولية، منها:
| علم المنظمة | اسم المنظمة                        | تاريخ انضمام السعودية | تاريخ انضمام طاجيكستان |
| ----------- | ---------------------------------- | --------------------- | ---------------------- |
|             | مؤسسة التنمية الدولية              | 30 ديسمبر 1960        | 4 يونيو 1993           |
|             | مؤسسة التمويل الدولية              | 18 سبتمبر 1962        | 2 ديسمبر 1994          |
|             | منظمة حظر الأسلحة الكيميائية       | ?                     | ?                      |
|             | الأمم المتحدة                      | 24 أكتوبر 1945        | 2 مارس 1992            |
|             | الاتحاد الدولي للاتصالات           | 7 فبراير 1949         | 28 أبريل 1994          |
|             | منظمة التعاون الإسلامي             | 25 سبتمبر 1969        | ?                      |
|             | منظمة الشرطة الجنائية الدولية      | 13 يونيو 1956         | ?                      |
|             | الاتحاد البريدي العالمي            | ?                     | ?                      |
|             | البنك الدولي للإنشاء والتعمير      | 26 أغسطس 1957         | 4 يونيو 1993           |
|             | وكالة ضمان الاستثمار متعدد الأطراف | 12 أبريل 1988         | 9 ديسمبر 2002          |
|             | يونسكو                             | 4 نوفمبر 1946         | 6 أبريل 1993           |

## وصلات خارجية
- موقع وزارة الخارجية السعودية